# Andata nel popolo
L'andata nel popolo (o andata al popolo; in russo: хождение в народ) fu uno spontaneo movimento politico di massa, iniziato in Russia nel 1873, che raggiunse il culmine nell'estate del 1874, quando fu represso dal regime zarista. Migliaia di studenti lasciarono le città e si trasferirono nei villaggi per vivere a contatto dei contadini e portarvi la propaganda rivoluzionaria populista.

## Storia
Per quanto spontaneo, il movimento fu la conseguenza di decenni di preparazione ideologica e organizzativa. Dall'esilio di Londra Herzen e Ogarëv, attraverso gli articoli del «Kolokol» avevano spinto la giovane intelligencija russa a comprendere le esigenze dei contadini, mentre Lavrov l'aveva invitata a «pagare il debito» dovuto al popolo e Bervi-Flerovskij aveva indicato nella comunità contadina la base di partenza per un rinnovamento della società russa.
Negli anni Sessanta si erano creati gruppi rivoluzionari come la Zemlja i Volja dei fratelli Nikolaj e Aleksandr Serno-Solov'evič, l'organizzazione di Išutin, la Società del rublo di Volchonskij e Lopatin, e poi i circoli di Čajkovskij e di Dolgušin. Come Bakunin, tutti questi gruppi credevano che fosse contenuta nei contadini la forza che avrebbe rovesciato la società russa.
Con iniziative individuali, diversi populisti avevano creato centri di propaganda nei villaggi rurali. Krylov, Klemenc e Kravčinskij, tra i čajkovcy, ne avevano fondato uno presso Tver', dove «le discussioni nelle strette izbe contadine, tutte piene d'una numerosa folla d'ascoltatori, duravano oltre la mezzanotte. Un senso di solennità dominava il pubblico e si levava il canto corale di uno degli inni rivoluzionari».
Un altro populista, Aleksandr Lukaševič, spiegava la necessità di svolgere una propaganda fissa in ciascun villaggio: «È necessario che ognuno impari un mestiere o un'occupazione determinata per poi disseminarsi su un territorio dove sia possibile mantenere con facilità delle comunicazioni gli uni con gli altri», in modo che in pochi anni quel territorio arriverebbe «a un notevole grado di spirito rivoluzionario», traendo così «nuove energie per le altre regioni».
Nato con queste premesse, il movimento iniziò a interessare le regioni di Mosca, di Tver', di Kaluga e di Tula, per allargarsi sia a oriente, nelle province di Jaroslavl', di Nižnij Novgorod, di Samara e di Saratov, che in Ucraina, nelle regioni di Černigov, di Charkiv, di Cherson e di Kiev. «Non s'era visto niente di simile né prima né dopo» - scrisse Kravčinskij, uno dei protagonisti - le persone «abbandonano case, ricchezze, onori, famiglie, si gettano nel movimento con una gioia, un entusiasmo, una fede che non si prova che una sola volta nella vita». Motivazioni politiche, psicologiche ed etiche si confusero: «non si cercava soltanto di giungere a un certo fine pratico, ma anche di appagare un intenso sentimento del dovere, un'aspirazione verso la propria perfezione morale».
Lo studente di medicina e populista ebreo Osip Aptekman decise di farsi cristiano prima di partire per i villaggi intorno a Penza, dove vivevano comunità di molocani, una setta cristiana: «mi sentii letteralmente rinnovato» - scrive - «mi ero così avvicinato ai contadini tra i quali sarei vissuto». Prima di partire, molti cercarono d'imparare un mestiere organizzando laboratori sotto la guida di un operaio che condivideva le loro idee e divennero calzolai, falegnami, ebanisti.
Nell'estate del 1874 migliaia di studenti, vestiti da contadini, si misero in cammino, da soli o a gruppi, verso i villaggi, avvicinando i mužiki e lavorando per loro e con loro, per guadagnarsi la loro fiducia e dimostrare di essere capaci di guadagnarsi da vivere, di sapere e voler vivere come loro e condividere la loro miseria. Poi parlarono apertamente ai contadini, dicendo che quella terra era di tutti loro, e che bisognava ribellarsi.
Non ci fu nessuna rivolta. I contadini si mostrarono ora sorpresi ora diffidenti verso quella gente di città così diversa da loro benché si vestisse come loro. Quattromila di quegli studenti furono fermati e interrogati dalla polizia. Alla fine dell'anno il ministro della Giustizia K. I. Palen poteva tirare le somme: 770 persone erano sotto processo, 265 in carcere, 452 in libertà provvisoria e 53 latitanti.
Anche i populisti trassero un insegnamento dall'«andata al popolo» e analizzarono il rapporto del conte Palen. Il ministro aveva sostenuto che la responsabilità del movimento rivoluzionario andava attribuita a Lavrov e a Bakunin. A loro avviso, invece, era stato quel movimento a influenzare Lavrov, mentre Bakunin aveva sempre avuto scarso seguito in Russia. L'«onore» dell'iniziativa rivoluzionaria spettava unicamente «a tutta la gioventù russa» che non aveva «bisogno di loro» perché sapeva «da sé quel che occorra fare», tanto da essere «finalmente riuscita, dopo una lotta disperata, a creare una minacciosa forza rivoluzionaria».